# Винко Прибоевич
Винко Прибоевич (на хърватски: Vinko Pribojević) e хърватски историк, доминиканец, формулирал панславянската идея. Счита се за предшественик на последвалия илиризъм и създател на т.нар. хипотеза за балканската етногенеза на славяните.
Заедно с неговите сънародници и последователи Мавро Орбини и Юрий Крижанич формира хърватската основа на ранната панславянска идеология в периода XVI-XVII век. Въпреки че, идеологията, създадена от Прибоевич, не издържа критиката на XIX век, той се смята за първия автор забелязал съществуването на свързани славянски общности - южните, западните и източните славяни. Оправдава съществуването на славянската общност чрез ясни езикови, исторически и културни маркери с аргументи. Славянският феномен е откритие на Винко Прибоевич. Идеологията му провокира формирането на етикета илирийски език за всички южнославянски наречия по него време, а също така и последвалите лингвистични напъни на Крижанич през следващия XVII век да създаде изкуствен всеславянски език.

## Биография
Запазени си много малко сведения за личността на Винко Прибоевич.
Роден е около 1480 г. Има брат, който също принадлежи на Доминиканския орден - Йероним Прибоевич. Получава солидно за времето си хуманитарно образование. Изучава задълбочено библеистика. През 1515 г. е произведен в магистър по сакрална теологияв доминиканския манастир във Флоренция.

## Труд
През 1525 г. Винко Прибоевич се намира в родния Хвар, където пред местния далматински светски и духовен елит държи реч, разясняваща произхода на "увенчаните със слава" славяни. Очаровани от ораторските му способности, негови местни приятели от кръга на далматинските хуманисти, изготвят специално издание на речта, придружено от похвали и стихове за автора. Словото е отпечатано във Венеция през 1532 г. на латински език. След 1532 г. няма повече исторически данни за живота и делата на Винко Прибоевич, обаче словото му е отпечатано в книга, която получава изключително топъл прием в Далмация и Италия. През 1595 г., когато е сключена Брестката уния, е подготвено и издадено в превод на италиански език придобилото изключителна популярност в Далмация през XVI век слово на Винко Прибоевич.
Словото му се състои от три части - първо авторът говори за произхода на славяните и техните древни дела. Във втората част прави кратък обзор на историята и географията на Далмация, а третата част е посветена на родния му град Хвар.
Словото за произхода на увенчаните със слава славяни е най-ценно заради историографията за произхода и историята на славяните. Винко Прибоевич анализира всичките известни и достъпни му извори по темата, част от които намира за неточни, и представя своите заключения. Основна му цел е да идентифицира илирите, населявали западната част на Балканския полуостров в древността, със славяните. Идентичността им обосновава с аргументи, сред които доминират псевдо-библейските, че славяните са коренни жители на по-голяма част от Европа още в периода отпреди основаването на Рим.
Идентифицирането на илирите със славяните позволява на Прибоевич да свърже историята им с Аристотел, Александър Македонски, Диоклециан и Свети Йероним. След илирийските войни част от притиснатите от римляните илири емигрирала, а трима легендарни братя основали царствата на лехите, чехите и русите. След падането на Рим (476), според Прибоевич, някои славянски племена се завръщат обратно на Балканите.
Според Прибоевич, славяните са автохтонно население на Балканите, включвайки в славянската общност тракийските племена, македоните и дори част от елините. За него латинското Slavorum е общото име на балканските племена през античността. По-късно, според Прибоевич, текат процеси на разслоение и на Балканите остават славянските племена на далматинци, хървати, сърби и българи, а вождовете Лех, Чех и Рус се изселват на север и североизток от Дунав в земите на днешните Полша, Чехия и Русия. По този начина славяните заемат обширни земи от Европа. Най-древното общо царство на славяните според Прибоевич е Илирия, а праславянският език е илирийският.
Илиризмът на Прибоевич се утвърждава след излизането през 1601 г. на книгата на Мавро Орбини „Царството на славяните“. За популярността му за времето си разбира се голямо значение имат избухналия военен конфликт (1537-1540) на Светлейшата република с Османската империя, с последвалата кипърска война.
Привърженици на илирийската теория по време на католическата пропаганда в българските земи през XVII век, са Петър Богдан, Петър Парчевич, Филип Станиславов, както и по-късните православни български възрожденци - йеромонах Паисий Хилендарски и йеросхимонах Спиридон Габровски.
Известният американски балканист Джон Файн (младши) намира Винко Прибоевич и Юрай Шижгорич повече за венецианци по съзнание, отколкото за хървати.